# Liste des longs métrages surinamiens proposés à l'Oscar du meilleur film international
Cet article présente la liste des longs métrages surinamiens proposés à l'Oscar du meilleur film international.

## Film proposé par le Suriname
| Année (cérémonie) | Titre français | Titre original | Langue(s)                                                                         | Réalisateur        | Résultat  |
| ----------------- | -------------- | -------------- | --------------------------------------------------------------------------------- | ------------------ | --------- |
| 2021 (93e)        | Wiren (nl)     | Wiren (nl)     | néerlandais, anglais, hindoustani caribéen, sranan, langue des signes surinamaise | Ivan Tai-Apin (nl) | Non nommé |